# جاي جاكوبس
جاي جاكوبس (بالإنجليزية: Jay Jacobs)‏ هو سياسي أمريكي، ولد في 28 يناير 1953 في ويست بالم بيتش في الولايات المتحدة. حزبياً، نشط في الحزب الجمهوري. وقد انتخب عضو مجلس النواب لولاية ماريلند.